# Le Capitaine Fracasse (roman)
Le Capitaine Fracasse is een roman van de Franse schrijver Théophile Gautier. De roman verscheen in 1863, en is nadien verschillende keren verfilmd en als theaterstuk opgevoerd. Bekend is de verfilming uit 1961 van Pierre Gaspard-Huit.

## Verhaal
Onder de schuilnaam Capitaine Fracasse sluit een berooide baron zich aan bij een rondreizend theatergezelschap. Hij wordt verliefd op een knappe tegenspeelster, maar moet om haar strijden met de arrogante graaf Van Vallombreuse.